# Internazionali Città di Vicenza 2022 - Doppio
Gonçalo Oliveira e Andrėj Vasileŭski erano i detentori del titolo ma hanno scelto di non partecipare.
In finale Francisco Comesaña e Luciano Darderi hanno sconfitto Matteo Gigante e Francesco Passaro con il punteggio di 6-3, 7–6(4).

## Teste di serie
1. Nicolás Barrientos /  Miguel Ángel Reyes Varela (semifinale)
2. Marco Bortolotti /  Sergio Martos Gornés (quarti di finale)

1. Victor Vlad Cornea  /  Petros Tsitsipas (primo turno)
2. Andrea Collarini /  Renzo Olivo (quarti di finale)

## Wildcard
1. Mattia Ghedin /  Giovanni Zio (primo turno)

1. Matteo Gigante /  Francesco Passaro (finale)

## Tabellone

### Legenda
| - Q = Qualificato - WC = Wild card - LL = Lucky loser | - ALT = Alternate - SE = Special Exempt - PR = Protected Ranking | - w/o = Walkover - r = Ritirato - d = Squalificato |

|  | Primo turno | Primo turno                  | Primo turno                  | Primo turno                  | Primo turno                  |  |  | Quarti di finale | Quarti di finale             | Quarti di finale             | Quarti di finale          | Quarti di finale          |   |   | Semifinali | Semifinali                         | Semifinali                         | Semifinali                       | Semifinali                       |   |    | Finale | Finale | Finale | Finale | Finale |  |
|  |             |                              |                              |                              |                              |  |  |                  |                              |                              |                           |                           |   |   |            |                                    |                                    |                                  |                                  |   |    |        |        |        |        |        |  |
|  | 1           | N Barrientos MÁ Reyes Varela | N Barrientos MÁ Reyes Varela | N Barrientos MÁ Reyes Varela | N Barrientos MÁ Reyes Varela |  |  |                  |                              |                              |                           |                           |   |   |            |                                    |                                    |                                  |                                  |   |    |        |        |        |        |        |  |
|  |             | Bye                          | Bye                          | Bye                          | Bye                          |  |  | 1                | N Barrientos MÁ Reyes Varela | N Barrientos MÁ Reyes Varela | 6                         | 7                         |   |   |            |                                    |                                    |                                  |                                  |   |    |        |        |        |        |        |  |
|  |             | J Vance T Whiting            | J Vance T Whiting            | J Vance T Whiting            | 6                            |  |  |                  | J Vance T Whiting            | J Vance T Whiting            | 0                         | 62                        |   |   |            |                                    |                                    |                                  |                                  |   |    |        |        |        |        |        |  |
|  |             | R Bonadio A Pellegrino       | R Bonadio A Pellegrino       | R Bonadio A Pellegrino       | 6r                           |  |  |                  |                              |                              |                           |                           |   |   | 1          | N Barrientos MÁ Reyes Varela       | N Barrientos MÁ Reyes Varela       | 5                                | 4                                |   |    |        |        |        |        |        |  |
|  | 4           | A Collarini R Olivo          | A Collarini R Olivo          | 6                            | 6                            |  |  |                  |                              |                              | F Comesaña L Darderi      | F Comesaña L Darderi      | 7 | 6 |            |                                    |                                    |                                  |                                  |   |    |        |        |        |        |        |  |
|  |             | M Echargui MA Jecan          | M Echargui MA Jecan          | 3                            | 4                            |  |  | 4                | A Collarini R Olivo          | A Collarini R Olivo          | 1                         | 4                         |   |   |            |                                    |                                    |                                  |                                  |   |    |        |        |        |        |        |  |
|  |             | F Comesaña L Darderi         | F Comesaña L Darderi         | 6                            | 6                            |  |  |                  | F Comesaña L Darderi         | F Comesaña L Darderi         | 6                         | 6                         |   |   |            |                                    |                                    |                                  |                                  |   |    |        |        |        |        |        |  |
|  | WC          | M Ghedin G Zio               | M Ghedin G Zio               | 0                            | 3                            |  |  |                  |                              |                              |                           |                           |   |   |            | Francisco Comesaña Luciano Darderi | Francisco Comesaña Luciano Darderi | 6                                | 7                                |   |    |        |        |        |        |        |  |
|  |             | D Popko V Sachko             | D Popko V Sachko             | 7                            | 7                            |  |  |                  |                              |                              |                           |                           |   |   |            |                                    | WC                                 | Matteo Gigante Francesco Passaro | Matteo Gigante Francesco Passaro | 3 | 64 |        |        |        |        |        |  |
|  |             | A Reymond A Virgili          | A Reymond A Virgili          | 63                           | 63                           |  |  |                  | D Popko V Sachko             | D Popko V Sachko             | 4                         | 62                        |   |   |            |                                    |                                    |                                  |                                  |   |    |        |        |        |        |        |  |
|  | WC          | M Gigante F Passaro          | 3                            | 6                            | [12]                         |  |  | WC               | M Gigante F Passaro          | M Gigante F Passaro          | 6                         | 7                         |   |   |            |                                    |                                    |                                  |                                  |   |    |        |        |        |        |        |  |
|  | 3           | VV Cornea P Tsitsipas        | 6                            | 3                            | [10]                         |  |  |                  |                              |                              |                           |                           |   |   | WC         | M Gigante F Passaro                | M Gigante F Passaro                | 7                                | 6                                |   |    |        |        |        |        |        |  |
|  |             | D Dutra da Silva GA Olivieri | 65                           | 6                            | [8]                          |  |  |                  |                              |                              | Y Bondarevskiy O Prihodko | Y Bondarevskiy O Prihodko | 5 | 4 |            |                                    |                                    |                                  |                                  |   |    |        |        |        |        |        |  |
|  |             | Y Bondarevskiy O Prihodko    | 7                            | 3                            | [10]                         |  |  |                  | Y Bondarevskiy O Prihodko    | 6                            | 3                         | [10]                      |   |   |            |                                    |                                    |                                  |                                  |   |    |        |        |        |        |        |  |
|  |             | Bye                          | Bye                          | Bye                          | Bye                          |  |  | 2                | M Bortolotti S Martos Gornés | 3                            | 6                         | [7]                       |   |   |            |                                    |                                    |                                  |                                  |   |    |        |        |        |        |        |  |
|  | 2           | M Bortolotti S Martos Gornés | M Bortolotti S Martos Gornés | M Bortolotti S Martos Gornés | M Bortolotti S Martos Gornés |  |  |                  |                              |                              |                           |                           |   |   |            |                                    |                                    |                                  |                                  |   |    |        |        |        |        |        |  |